# Glossogobius ankaranensis
Glossogobius ankaranensis é uma espécie de peixe da família Gobiidae.
É endémica de Madagáscar.
Os seus habitats naturais são: sistemas cársticos interiores.